# حاجة إلى الانتماء
الحاجة إلى الانتماء (N-Affil) هو مصطلح أشاعه الباحث ديفيد ماكليلاند، وهو يصف حاجة الشخص للشعور بإحساس من الانضمام و«الانتماء» داخل مجموعة اجتماعية؛ ولقد تأثر تفكير ماكليلاند بشدة بالعمل الرائد لهنري موراي الذي حدد لأول مرة حاجات الإنسان النفسية الأساسية والعمليات التحفيزية (1938). فقد كان موراي الذي وضع تصنيفًا للاحتياجات، وتشمل الإنجاز و النفوذ والانتماء، ووضعها في سياق نموذج تحفيزي متكامل. فالأشخاص الذين لديهم احتياج شديد للانتماء يطلبون علاقات بين الأشخاص دافئة والموافقة من أولئك الذين هم على اتصال منتظم معهم. والأشخاص الذين يؤكدون بشدة على الانتماء يميلون أن يكونوا أعضاء فريق داعمين ولكن أقل فاعلية في المناصب القيادية.

## التعريف
الانتماء هو علاقة شخصية إيجابية، وحميمية في بعض الأحيان. ويمكن أن يشمل الانتماء «الاهتمام بإنشاء علاقة عاطفية إيجابية أو الحفاظ عليها أو استعادتها مع شخص أو أشخاص آخرين.»

## مواقف
يوجد العديد من المواقف التي يشعر فيها الأشخاص بحاجة للانتماء. وأحد المواقف التي تسبب احتياجًا أكبر للانتماء هو عند الضغط. ومثال لذلك الاحتياج الزائد للانتماء بين الأشخاص يتجسد بعد أحداث 11 سبتمبر 2001 على مركز التجارة العالمي. فقد أدى هذا الحدث إلى أن يضع الأمريكيون خلافاتهم جانبًا ويقتربوا من بعضهم البعض. فقد سمحت الحاجة المتزايدة للانتماء لدى الأفراد بالتجاوب لنفس عامل الضغط للتقارب وإيجاد الأمن فيما بينهم. فالمواقف التي تضم الخوف تجعل الأشخاص غالبًا يرغبون في الاقتراب من بعضهم وتولد الحاجة للانتماء. يبين بحث أجراه شاكتير (1959) أن الخوف الناجم عن القلق يزيد حاجة الشخص للانضمام للآخرين المارين بالموقف نفسه أو من يمكنهم المساعدة خلال هذا الحدث المرهق. وتتغير قوة تلك الحاجة من شخص لآخر، فهناك لحظات يحتاج فيها الأشخاص مجرد التواجد معًا.
يمكن أن تختلف الحاجة للانتماء لدى الشخص على مدار فترات قصيرة من الوقت، فهناك أوقات يرغب فيها الفرد أن يكون مع الآخرين وأوقات أخرى يرغب فيها أن يكون بمفرده. في إحدى الدراسات، التي أجراها شون أو كونور ولورن روسينبلاد، تم توزيع أجهزة تصفير على الطلاب. ثم طُلب من الطلاب تسجيل رغبتهم، بعد سماع الصفارة، في الانفراد أو البقاء مع الآخرين في هذه اللحظة المعينة. وتم إجراء هذه الدراسة لملاحظة عدد مرات تكرار تواجد الطلاب مع بعضهم وعدد مرات تكرار تواجدهم بمفردهم. وكانت الخطوة التالية في هذه الدراسة هي سؤال الطلاب تسجيل رغبتهم، عند سماع الصفارة، في الانفراد أو مع رفقة من الآخرين. وعادة ما عكست الإجابة التي أعطوها أي الموقفين خاضوهما في المرة التالية لسماع الصفارة. وساعدت المعلومات التي تم الحصول عليها من هذه الدراسة في بيان شدة حاجة الفرد للانتماء. فمن خلال بيان مرات تكرار حصولهم على التواجد مع الآخرين عندما شعروا أن هذا هو ما كانوا يرغبون فيه في هذه اللحظة، فقد بين كيف كانت شدة حاجتهم للانتماء في تلك اللحظة المعينة.
يمكن أن يتزايد أو يتناقص مستوى حاجة الفرد للانتماء، وذلك اعتمادا على ظروف معينة. يقترح ياكوف روف أن الحاجة للانتماء تعتمد على ما إذا كان تواجد الفرد مع الآخرين مفيدًا للموقف أم لا. فإذا كان تواجد أشخاص آخرين مفيدًا في تخليص الفرد من بعض الجوانب السلبية لعامل الضغط، ستجد رغبة الفرد للانتماء تتزايد. غير أنه إذا كان التواجد مع الآخرين يمكن أن يزيد الجوانب السلبية مثل إضافة إمكانية تصعيد لعامل الضغط الموجود بالفعل، ستجد رغبة الفرد في الانتماء تتناقص. يتم تحفيز الأفراد لإيجاد وإنشاء قدر معين من التفاعلات الاجتماعية. يرغب كل فرد في قدر مختلف من الحاجة للانتماء ويحتاج لتوازن أمثل من الوقت لنفسه والوقت الذي يقضيه مع الآخرين.